# Popielicha

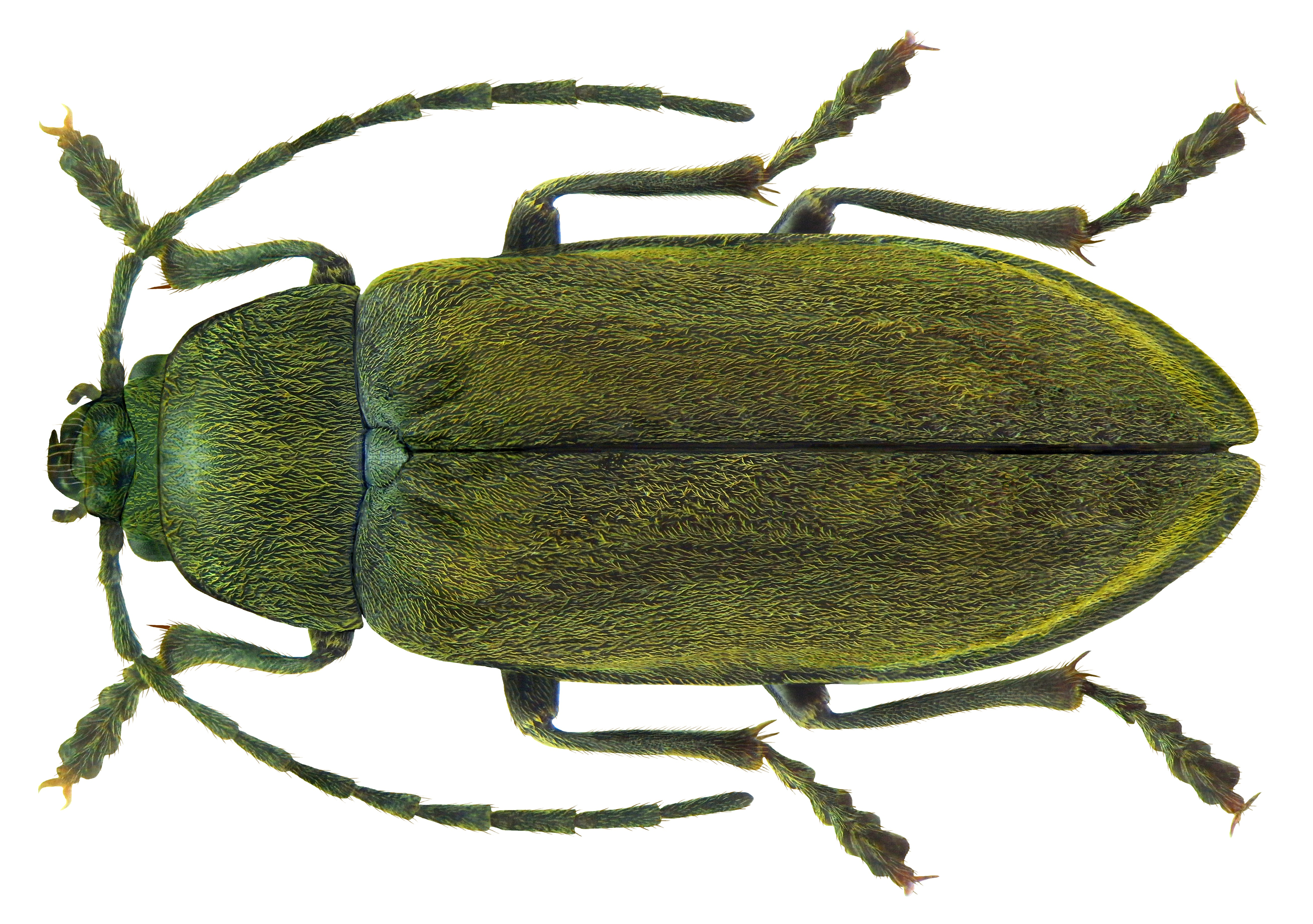
Samiec popielichy torfowej

Popielicha (Dascillus) – rodzaj chrząszczy z podrzędu wielożernych i rodziny popielichowatych. Liczy ponad 30 opisanych gatunków. Larwy rozwijają się w wilgotnej glebie i najprawdopodobniej są saprofagiczne. Owady dorosłe spotyka się na różnych roślinach. W zapisie kopalnym rodzaj znany jest od miocenu.

## Morfologia

### Owad dorosły
Chrząszcze o ciele długości od 7 do 15 mm, u samic większym niż u samców. Zarys ciała jest wąski, wydłużony, od 2,1 do 3,5 raza dłuższy niż szeroki. Wierzch ciała jest umiarkowanie wypukły, matowy, gęsto porośnięty przylegającymi włoskami. Ubarwienie ciała może być różne, ale, w przeciwieństwie do pokrewnego Sinocaulus, niemal nigdy nie jest pomarańczowe lub czerwone.
Głowa jest w zarysie niemal kwadratowa lub szeroko trójkątna, zaopatrzona w wyraźnie wgłębiony szew epistomalny. Duże, całobrzegie, przeciętnie wyłupiaste oczy złożone formowane są z drobnych omatidiów. Zbudowane z jedenastu członów czułki mogą być w całości nitkowate albo od trzeciego członu być lekko piłkowane; sięgają co najmniej tylnej krawędzi przedplecza, a maksymalnie do środka długości pokryw. Warga górna jest podługowata, nieprzyrośnięta do nadustka, u nasady zesklerotyzowana, a na przedzie błoniasta. W różnym stopniu zakrzywione żuwaczki mają po jednym zębie na szczycie, po 2–3 zęby na krawędziach tnących, tępe mole i błoniaste prosteki. Żuwka wewnętrzna jest podługowata. Żuwka zewnętrzna ma dwupłatowy i gęsto owłosiony wierzchołek. Kształt bródki jest trapezowaty. Języczek jest podzielony głębokim wcięciem na dwa płaty.
Przedplecze jest szersze niż dłuższe, wyraźnie szersze od głowy, o lekko łukowatych bokach z kompletnymi żeberkami bocznymi i o krawędzi tylnej z trzema wykrojeniami. Wierzch przedplecza jest grubo i gęsto punktowany oraz zaopatrzony w podłużną bruzdę środkową. Wyraźnie wyniesiona, gęsto owłosiona tarczka ma ścięty przód i zaokrąglony lub spiczasty tył. Pokrywy mogą być od 1,7 do 2,6 raza dłuższe niż szerokie i w różnym stopniu wypukłe. Ich krawędzie boczne są na całej długości widoczne od góry. Powierzchnię mają punktowaną nieregularnie lub z punktami ustawionymi w słabo zaznaczone rządki. Międzyrzędy pokryw są płaskie, a nie wyniesione żeberkowato. Owłosienie pokryw może być jednolite lub tworzyć słabo wyodrębnione, jaśniejsze plamy. Tylne skrzydła są w pełni rozwinięte, od 2,5 do 2,6 razy dłuższe niż szerokie. Ich użyłkowanie cechuje się krótką i podłużnie zorientowaną żyłką poprzeczną r3, obecnością pięciu wolnych żyłek oraz trzeciej gałęzi tylnej żyłki medialnej w polu medialnym, dobrze wykształconą komórką klinowatą i tylną żyłką analną o tylnej gałęzi dochodzącej do nasadowej krawędzi skrzydła. Pigmentacja obecna jest w komórce radialnej oraz w łatach na polu wierzchołkowym. Bardzo wąski, spiczasty wyrostek przedpiersia całkowicie separuje duże przednie biodra, które to osadzone są w poprzecznych, od zewnątrz i od wewnątrz szeroko otwartych panewkach. Wyrostek śródpiersia sięga co najmniej do połowy panewek bioder środkowych, które to otwarte są po bokach i odseparowane od siebie. Zapiersie jest szersze niż długie, a biodra tylne stykają się ze sobą. Odnóża są smukłe, porośnięte szczecinkami, o goleniach pokrytych kolcami po stronie zewnętrzno-grzbietowej i zwieńczonych parą piłkowanych ostróg. Stopy zwieńczone są niezmodyfikowanymi pazurkami i całkowicie pozbawione są empodiów.
Liczba widocznych od spodu sternitów odwłoka (wentrytów) wynosi pięć. Są one porośnięte gęstym owłosieniem, czasem z łysymi plamkami po bokach. Dwa pierwsze wentryty mają jednakową długość i stożkowaty kształt. Pierwszy wentryt ma bardzo wąski wyrostek międzybiodrowy. Samiec ma dziesiąty tergit tak długi jak poprzedni i szeroko zaokrąglony na wierzchołku.  Symetryczny edeagus ma fallobazę pozbawioną rozpórek, stawowo przyłączone paramery o smukłych i wąsko zaokrąglonych wierzchołkach oraz prącie o smukłym płacie brzusznym i parzystych rozpórkach na przednim brzegu. Samica ma ósmy sternit z dobrze rozwiniętym spiculum ventrale i słabo zesklerotyzowane genitalia bez wyraźnego podziału na pochwę i torebkę kopulacyjną. Krótkie pokładełko ma co najmniej częściowo zesklerotyzowane paraporokty, słabo zesklerotyzowany proktiger, trójkątne i oszczecinione po grzbietowej stronie wierzchołków gonokoksyty, natomiast pozbawione jest gonostylików.

### Larwa
Larwy mają wydłużone, prawie walcowate, lekko grzbietobrzusznie spłaszczone, jasno ubarwione, słabo zesklerotyzowane ciało długości od 10 do 35 mm. Duża, poprzeczna, hipognatyczna głowa ma zaokrąglone boki. Puszka głowowa pozbawiona jest szwu czołowo-nadustkowego. Oczu brak zupełnie. Długie czułki robią wrażenie dwuczłonowych, gdyż ich trzeci człon jest mocno zredukowany. Warga górna jest częściowo przyrośnięta do nadustka. Tęgie, niesymetryczne żuwaczki mają dwuzębne wierzchołki, dwu- lub trójzębne retinacula, dobrze wykształcone mole i zredukowane lub całkiem zanikłe prosteki. Głaszczki szczękowe są trójczłonowe. Dwuczłonowe głaszczki wargowe są dłuższe niż języczek. Nieco tylko szerszy od pozostałych segmentów tułowia przedtułów nie nakrywa głowy. Tergity śródtułowia, zatułowia i ośmiu pierwszych segmentów odwłoka mają na przedzie poprzeczne żeberka. Odnóża tułowiowe są pięcioczłonowe, zwieńczone pazurkami. Spośród dziesięciu widocznych segmentów odwłoka osiem początkowych ma podobne długości, dziewiąty jest trochę krótszy, a dziesiąty zredukowany.

## Ekologia i występowanie
Owady dorosłe spotykane są na kwiatach i zielonych częściach różnych roślin, w tym traw. Żyją krótko. Larwy są geofilne. Zasiedlają wilgotne gleby, bywają też znajdywane pod kamieniami. Mogą występować w dużych zagęszczeniach, np. w glebie torfowej w Irlandii stwierdzono 1560 larw popielichy torfowej na m². Część autorów przypuszcza, że pożywieniem larw mogą być korzenie, jednak badania zawartości przewodów pokarmowych wskazują, że są one saprofagami, żerującymi na martwej materii roślinnej.
Przedstawiciele rodzaju występują w Palearktyce, krainie orientalnej i na zachodzie nearktycznej Ameryki Północnej. W Stanach Zjednoczonych występują dwa gatunki, ograniczone zasięgiem do Kalifornii. Z kolei w Europie występują trzy gatunki, z których w Polsce stwierdzono tylko popielichę torfową. Najliczniejszą faunę mają Chiny (20 gatunków). Pięć gatunków występuje w Indiach, a po cztery w Nepalu i na Tajwanie.

## Taksonomia i ewolucja
Takson ten wprowadził w 1796 roku Pierre-André Latreille. Gatunek typowy wyznaczony został w 1859 roku przez Carla Gustafa Thomsona. Do rodzaju należą 32 opisane gatunki:
- Dascillus atripes Pic, 1915
- Dascillus bengalensis Pic, 1911
- Dascillus calvescens Bourgeois, 1892
- Dascillus cavaleriei Pic, 1930
- Dascillus cervinus (Linnaeus, 1758) – popielicha torfowa
- Dascillus chengkouensis Jie, Zhang, Li & Jin, 2019
- Dascillus conchatus Jie, Zhang, Li & Jin, 2019
- Dascillus congruus Pascoe, 1860
- Dascillus corporaali Pic, 1923
- Dascillus costatus Pic, 1927
- Dascillus costulatus Fairmaire, 1886
- Dascillus davidsoni LeConte, 1859
- †Dascillus exiguus Zhang, 1989
- †Dascillus flatus Zhang, 1989
- Dascillus fortunei Pic, 1913
- Dascillus indicus Guérin-Méneville, 1861
- Dascillus klapperichi Pic, 1955
- Dascillus lathaensis Lewis, 1973
- Dascillus leopoldi Pic, 1933
- Dascillus lithographicus Wickham, 1911
- Dascillus longicornis Guérin-Méneville, 1849
- Dascillus maculosus Fairmaire, 1889
- Dascillus mongolicus Heyden, 1889
- Dascillus musculus Zhang, 1994
- Dascillus nigripennis Guérin-Méneville, 1861
- Dascillus pallidofemoratus Pic, 1911
- Dascillus perroudi Pic, 1939
- Dascillus plumbeus Horn, 1880
- Dascillus praestans Fairmaire, 1891
- Dascillus rubropubens Pic, 1934
- Dascillus rufovillosus Bourgeois, 1892
- Dascillus rufus Pic, 1923
- †Dascillus shandongianus Zhang, 1989
- Dascillus sublineatus Pic, 1915
- Dascillus taiwanus Nakane, 1995
- Dascillus thibetanus Pic, 1915

Zapis kopalny rodzaju pochodzi głównie z miocenu. Z epoki tej znane są D. exiguus, D. flatus i D. shandongianus. Ponadto z epoki tej pochodzą opisane w rodzaju Dascillus gatunki D. elongatus, D. relictus, D. latahensis i D. musculus, jednak ich przynależność do tego rodzaju nie jest pewna. Z kolei gatunek opisany w 1914 roku jako Dascyllus lithographus przypuszczalnie w ogóle nie należy do popielichowatych. Ze środkowego plejstocenu znane są natomiast szczątki współczesnego gatunku, popielichy torfowej.